# Abugida

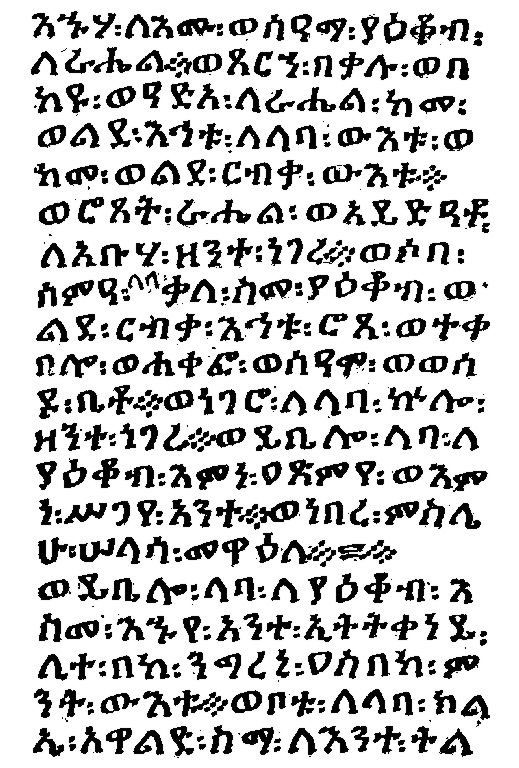
Texto escrito em escrita etíope.

Um alfassilabário ou abugida (do ge'ez አቡጊዳ, abuguida) é um conjunto de sinais utilizados para representar os fonemas de uma língua. Está a meio caminho entre um silabário e um alfabeto. Consiste em sinais que representam as sílabas dotadas de vogais, e de outros sinais anexos que modificam, substituem ou suprimem certas vogais por omissão. 
Pode-se explicar o seu princípio de funcionamento por um exemplo fictício: dado um grafema consonântico num alfassilabário (denotado por K), este grafema é lido normalmente como uma sílaba composta de uma consoante (aqui /k/) seguida por uma vogal por defeito (por exemplo, um /a/). Se quisermos escrever /ka/, basta um sinal único, K. Para escrever /ki/, no entanto, será preciso recorrer a um sinal anexo juntando-o ao grafema K : K + i. Para escrever um /k/ sozinho  (num grupo de consoantes, por exemplo num final de palavra), um terceiro sinal torna-se necessário, que notará a ausência da vogal por defeito (sinal representado no exemplo por um *) : K + *. Um tal sinal é chamado frequentemente halant (nome sânscrito que é usado nas escrituras da Índia) ou menos provavelmente matador (tradução de halant, talvez aludindo ao facto de o sinal "matar", ou seja, fazer desaparecer, a vogal que segue normalmente a consoante), e dizer-se que a consoante está "desvogalizada". E para escrever /i/ sem apoio de uma consoante, fará falta um quarto sinal, como um /i/ independente (grafado İ no exemplo). Em resumo:
- K = /ka/ ;
- Ki = /ki/ ;
- K* = /k/ (e assim, para escrever /kma/, basta escrever K*M) ;
- İK = /ika/ ;
- İK* = /ik/ ;
- İKi = /iki/, etc.

No final, há quatro sinais diferentes (K, i, * e İ) onde num alfabeto seriam necessários apenas três (k, a e i).